# Павел (Попов, Пётр Лаврентьевич)
Епи́скоп Па́вел (в миру Пётр Лаврентьевич Попов; 1 (13) января 1813, Усть-Питское, Енисейский уезд, Енисейская губерния —  25 мая [6 июня] 1877, Благовещенск) — епископ Русской православной церкви, епископ Камчатский, Курильский и Благовещенский.

## Биография
Родился в 1813 году в семье священника.
14 июля 1834 — окончил Иркутскую духовную семинарию.
С 7 сентября 1834 года — священник при Нерчинском заводе.
В 1837 году был переведён в Красноярский собор.
В бытность настоятелем Красноярской кладбищенской церкви был постоянным духовником почитаемого им праведного старца Феодора Кузмича.
С 6 декабря 1858 года — протоиерей Томской епархии.
В 1860 году скончалась его супруга Ириада, в девичестве Шастина. Вскоре пострижен в монашество и по рекомендации епископа Камчатского Курильского и Алеутского Иннокентия (Вениаминова) назначен епископм Якутским, викарием викарием епископа Иннокентия. 2 марта 1860 года возведён в сан архимандрита.
6 марта 1860 года хиротонисан в епископа Якутскаго, викария Камчатской епархии.
31 марта 1860 года прибыл в Якутск. Встречен гражданским губернатором Якутской области Иркутской губернии Юлий Штубендорфом.
В миссионерских целях в Якутии с 1859 года вводилоь богослужение на якутском языке. Качество переводов стало одной из острых проблем. Уже в 1860 году епископ Павел в своём предписании констатирует факт «уклонения некоторых градоякутских священно-церковнослужителей от ведения службы на якутском языке» и рассматривает это как «неуважение воли и настояния высокопреосвященнейшего владыки Иннокентия».
13 марта 1866 — освятил каменный храм Нерукотворного Спаса в Спасском мужском монастыре (г. Якутск).
С 9 ноября 1866 года — епископ Новоархангельский.
С 10 июня 1870 года — епископ Енисейский.
31 марта 1873 года — епископ Камчатский, Курильский и Благовещенский.
Много потрудился на миссионерском поприще. Часто объезжал все епархии, на которых служил, в том числе в 1875 году приехал в Японию и рукоположил для Японской духовной миссии, которая находилась в его ведении, первого японского священника — Павла Савабэ.
По отзыву архиепископа Николая (Касаткина) епископ Павел «был простой, смиренный, всем доступный, всякого готовый принять, всё выслушать, но при этом точный, исполнительный, благочестивый, молитвенный и вполне самоотверженный… живущий только для других…».
Епископ Павел скончался 25 мая 1877 года в Благовещенске.